# Dunash ben Labrat
Dunash ben Labrat Ha-Levi (925 circa – 990/995 circa) è stato un poeta e filologo arabo ebreo del mondo islamico medievale.
È considerato uno dei pilastri dell'epoca d'oro della cultura ebraica in Spagna.

## Biografia
È difficile affermare con certezza data e luogo di nascita di Dunash ben Labrat. Il cronista di XI-XII secolo Moisés ben Jacob Ibn 'Ezra riporta che fosse originario di Baghdad e che avesse studiato a Fès, mentre Abraham ben Meir Ibn 'Ezra, quasi contemporaneo del primo, riporta che Dunash ben Labrat fosse originario di Fès. Nel 1473, invece, il rabbino di Granada Sa'adia ben Maimun Ibn Danän lo definì babilonese ma originario di Fès. La maggior parte degli studiosi moderni indicano perlopiù Fès come luogo di nascita per Dunash, alcuni suggeriscono un'origine babilonese per la famiglia, altri ritengono sia avvenuto il processo inverso: una famiglia originaria del Nord Africa emigrata a Baghdad, dove sarebbe nato Dunash.
Sulle origini e il significato del nome Dunash e del patronimico Labrat vi sono solamente delle ipotesi. Gli autori ebrei medievali lo chiamano Adonim, lo stesso Dunash in alcune occasioni si riferisce a sé stesso come Adoiyah. Yehudi Ibn Sheshat lo chiama signore ben Labrat. Proveniva da una famiglia di alto lignaggio, secondo Ibn Sheshat una famiglia di principi, insegnanti, ambasciatori e giudici.
Fu allievo di Sa'adia Gaon a Sura. La forte personalità del maestro segnò profondamente la sua formazione, che fu all'insegna di ogni scienza e della lingua araba. Presso Sura completò gli studi rabbinici, ricevette l'ordinazione rabbinica e insegnò presso le accademie talmudiche babilonesi. Secondo Moisés Ibn 'Ezra si recò poi a Fès , dove lavorò, probabilmente come insegnante. Dal 958-960 al più tardi si trasferì in via definitiva a Cordova su invito di Ḥasday b. Shapruṭ, entrando nella sua cerchia di intellettuali. A Cordova si dedicò all'insegnamento. Dal momento del suo trasferimento, non è chiaro se prima o dopo che questo fosse avvenuto in via definitiva, si allontanò da Cordova per un periodo prolungato in almeno una occasione. Il fatto è testimoniato dall'unica poesia nota scritta dalla moglie, della quale non si sa il nome. Decise di allontanarsi da Cordova per ragioni personali e, come era tipico per la sua personalità caparbia e risoluta, non cambiò idea in alcun modo.
A renderlo famoso, oltre alla metrica furono le critiche, linguistiche ed esegetiche, contro Menahem ben Saruq e Sa'adia Gaon. Con Menahem ben Saruq, intorno al 960, si sviluppò un acceso scontro intellettuale e una forte rivalità, fino a portare alla caduta in disgrazia di Menaḥem ben Saruq presso Ḥasday b. Shaprut e il suo conseguente imprigionamento. Entrambi ebbero dei discepoli, che sono noti per aver scritto delle difese (Teshuvot) dei rispettivi maestri. Non conosciamo la datazione esatta della scrittura delle rispettive difese, ma la disputa si svolse prima della morte di Hasday b. Shaprut, lodato in tutti i panegirici reperiti. Tutti questi eruditi ebrei furono attivi tra la fine del regno di Abd al-Rahman III e l'inizio di quello di al-Hakam II e agirono sotto la protezione di Hasday b. Shaprut. Entrambi i califfi adottarono una politica volta a incoraggiare attivamente l'arrivo di eruditi nella città. Instaurarono con gli ebrei di Cordova una stretta collaborazione per quanto riguarda la produzione culturale e il governo, mostrando sempre grande interesse e rispetto per la comunità ebraica e concedendole notevole libertà e piena autonomia legale. La disputa intellettuale testimonia la presenza di testi per lo studio dell’ebraico biblico; oltre che lo zelo di Hasday b. Shaprut per ottenere i testi in questione. È attestata anche la presenza di biblioteche ebraiche.
Dunash ben Labrat mantenne contatti con importanti personalità ebraiche del suo tempo. Questi scambi forniscono un ulteriore elemento per ritenere che Dunash fosse ancora in vita verso la fine degli anni '80 del X secolo, raggiungendo un'età molto avanzata. Proprio in età avanzata scrisse la sua polemica contro Sa'adia Gaon, circa quarant'anni dopo la critica contro Menaḥem ben Saruq.
La morte di Dunash va collocata attorno al 990/995.

### Famiglia
Dunash ben Labrat era sposato con una donna di cui non si conosce il nome, forse la figlia di Hasday ben Shaprut. Ebbero almeno un figlio. Lei componeva poesie con metrica simile a quelle del marito. Della sua produzione poetica soltanto una poesia si è conservata. Quest'ultima fu a lungo erroneamente attribuita a Dunash. Si sa che lui lasciò lei e il figlio neonato quando intraprese un viaggio al di fuori della Spagna.

## Pensiero
Come accennato, fu allievo di Sa'adia Gaon a Sura. La forte personalità del maestro segnò profondamente la sua formazione, con la quale si assistette ad una spinta modernizzante  rispetto alla tradizione precedente. In un verso dunashiano trasmessoci da Ibn Sheshat e che sintetizza il pensiero di Dunash ben Labrat: "il vostro Eden siano i libri scari e il vostro giardino i libri arabi", ovvero da un lato l'eredità religiosa ebraica, dall'altro il mondo delle scienze secolari. Entrambi questi aspetti, nella sua visione, meritano attenzione e studio approfondito.
Insieme al giudice Mosheh ben Ḥanoḵ e a Menahem ben Saruq, in 20 anni costruirono le basi dei tre maggiori pilastri della cultura ebraica andalusa: la lessicografia, la poesia e il diritto. Con Menahem ben Saruq si sviluppò la rivalità sopraccitata.
A Dunash ben Labrat va attribuita l'introduzione del metro quantitativo di ispirazione araba nella poesia in ebraico. Non si tratta della semplice introduzione di questa tecnica metrica in Spanga, ma in tutto il mondo ebraico. Questa elaborazione teorica avvenne quando ancora si trovava in Mesopotamia. Fu un'operazione radicale che gli fruttò anche diverse critiche. La consapevolezza dell'origine di questa elaborazione teorica fu tuttavia presto persa da parte degli intellettuali ebrei di Al-Andalus. Solo in tempi moderni si è chiuso definitivamente il dibattito sull'introduzione del metro quantitativo di ispirazione araba in ebraico, grazie al contributo di H. Brody. Dunash ben Labrat non ha lasciato nulla di scritto a proposito della sua innovazione metrica; si possono ricavare informazioni al riguardo o dalle sue poesie o dalle sue polemiche. Fu inoltre il primo a introdurre tematiche profane nella poesia ebraica, quali l'amore, il vino, la gioia di vivere, la guerra. Si tratta di un atteggiamento in linea con il suo pensiero riguardo alla grande importanza da attribuire sia agli studi sacri sia a quelli profani.
All'interno dei Teshuvot (polemiche, responsa) troviamo comparazioni tra lemmi, comparazione grammaticale, cinque comparazioni tra l'ebraico e l'arabo o l'aramaico. Dunque Dunash non si limitò a un interesse per le questioni lessicali, ma si dedicò a un'analisi comparata della struttura delle tre lingue. Elabora una teoria per lo scambio di lettere tra arabo ed ebraico. Non fa menzione specifica di scambio di lettere tra ebraico e aramaico, né ci sono esempi di questo tipo di scambi nelle sue comparazioni.

## Opere
Dunash ben Labrat non scrisse opere dedicate specificatamente alla comparazione linguistica, né trattati sistematici di grammatica o lessico. La sua produzione consiste in composizioni metriche o produzione di natura polemica (Teshuvot).

### Poesie
La produzione in versi di Dunash ben Labrat consiste di 54 poesie, delle quali 39 di attribuzione certa, 15 di attribuzione incerta. La maggior parte furono scritte secondo le innovazioni metriche da lui introdotte. Tuttavia, in quelle di argomento sacro, continua a utilizzare perlopiù, ma non esclusivamente, le tecniche metriche tradizionali. Le poesie "profane", invece, sono tutte scritte secondo le nuove tecniche di metrica quantitativa. All'interno della produzione in versi sono presenti 10 indovinelli. La sua opera poetica si basa su modelli e schemi piuttosto elementari. Raramente si trovano metafore o figure retoriche elaborate. Anche per questo motivo viene considerato un poeta mediocre. Tuttavia, oltre alle innovazioni sopraccitate, fu un purista della lingua e abilissimo nell'uso del vocabolario.
| Indovinello numero: | Testo in italiano | Soluzione |
| ------------------- | --- | --------- |
| 8                   | Qual è l'albero che ha i suoi rami nella terra Mentre le sue radici sono state create da Dio nei Cieli? Che dona gradevoli frutti al suo momento Sebbene ogni giorno venga sradicato. | Il Sole   |

### Responsa (Teshuvot)
Si tratta di scritti di natura polemica. Il primo è rivolto contro Menahem ben Saruq e l'altro, scritto dopo molti anni, quando Dunash era ormai in età avanzata, contro il suo mentore Sa'adia Gaon. In essi Dunash ben Labrat non fa altro che riportare la sua risposta a diverse questioni, di natura grammaticale o esegetica, già evidenziate da altri eruditi ebrei. Porta avanti diversi paragoni tra arabo, ebraico e aramaico. Per questo la sua opera è determinante per la filologia comparata di queste tre lingue.

### Edizioni, traduzioni e manoscritti
- Carlos del Valle Rodríguez (trad.), El diván poético de Dunash ben Labraṭ, Madrid, Consejo superior de investigaciones cientificas, Instituto de filología, 1988.
- Herschell Filipowski (ed.), Teshuvot Dunash ben Labraṭ, London and Edinburgh, Meorere Yeshenim, 1855.
- Robert Schröter (ed.), Tešuḇot Dunaš ha-Levi ben Labraṭ ʻal R.Seʻadyah Gaʾon, Breslau,  Schletter'sche Buchhandlung, 1866.
- Cambridge, Cambridge University Library (T-S NS 143.46) (Poesia della moglie di Dunash e risposta di lui).
- Cambridge, Cambridge University Library (Mosseri IV.387.2) (Mosseri VIII.202.2) (un altro manoscritto della poesia della moglie di Dunash e parte della risposta di lui).
- University of Pennsylvania Center for Advanced Judaic Studies Library Halper 317, fol. 2v (parte del Teshuvot contro Sa'adia Gaon e 5 degli indovinelli).